# Карлсон, Эрика
Эрика Карлсон (швед. Erica Carlson; род. 4 августа 1981 года, Тролльхеттан, Швеция) — шведская актриса кино. Училась в театральной школе в Тролльхеттане. В 1998 году получила свою первую роль в фильме «Покажи мне любовь». Затем Эрика переехала в Стокгольм, где работала на телевидении. С 2011 по 2012 год училась на врача.

## Фильмография
| Год  | Название             | Персонаж              |
| ---- | -------------------- | --------------------- |
| 1998 | Покажи мне любовь    | Джессика, сестра Элин |
| 2004 | 6 Points             | Петра                 |
| 2004 | Живодер              | Труди                 |
| 2005 | Виват, король!       | сестра Абры           |
| 2006 | Humorlabbet (сериал) |                       |
| 2010 | Поцелуй              | Фрида                 |